# Хюриет
„Хюриѐт“ (на турски: Hürriyet, Свобода) е името на турскоезичен светски вестник, който се публикува всекидневно на територията на Република Турция.
Основан е от Седат Симави, а първият брой излиза на 1 май 1948 г. Мотото му е „Türkiye Türklerindir“ („Турция на турците“).